# Culture underground
Pour les articles homonymes, voir Underground.
 (juin 2012).
Si vous disposez d'ouvrages ou d'articles de référence ou si vous connaissez des sites web de qualité traitant du thème abordé ici, merci de compléter l'article en donnant les références utiles à sa vérifiabilité et en les liant à la section « Notes et références ».

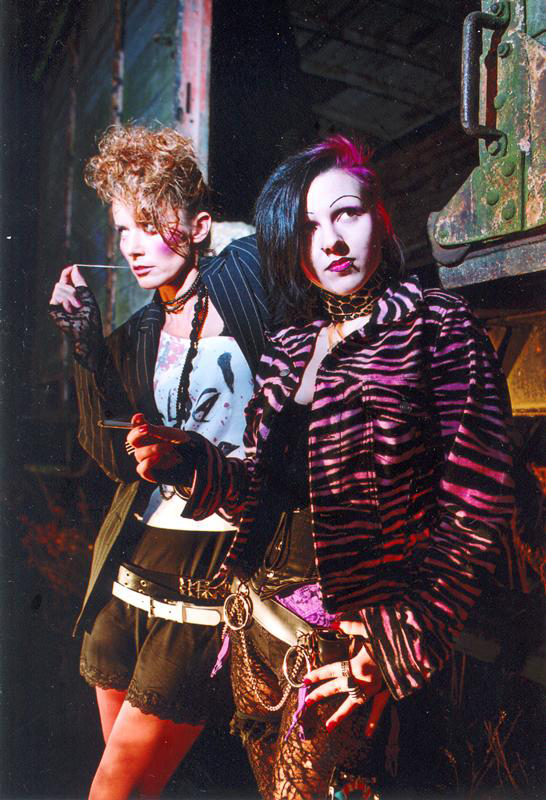
Photo de mode punk en 2011.

La culture underground, ou culture alternative, est un mouvement culturel contreculturel, d'opposition à l'industrie culturelle, qui se place à l'écart des médias de masse, voire en marge de la société.

## Définition
L’underground rassemble des individus et des cultures en marge des habitudes culturelles dites « mainstream », largement relayées par les médias de masse et les institutions de leurs époques.
On y trouve souvent des critiques des normes sociales, des morales, des codes inhérents à l'organisation sociale qui y est parfois conspuée, ainsi que des techniques de communication et des réseaux de diffusion alternatifs aux moyens traditionnels (fanzines plutôt que grande presse, vente ou échange lors d'événements plutôt que commerce par grande distribution, usage des réseaux darknets (Zeronet, Tor, I2P, Freenet..) plutôt que de l'Internet "clearnet", exaltation du « do it yourself » et de l'autogestion).
Cette exclusion du système courant n'est cependant pas systématiquement délibérée, et l'engagement sociopolitique n'est que facultatif. On peut ainsi également considérer comme underground tout milieu associé à de quelconques comportements déviants.
Les mouvements underground se distinguent ainsi par un éloignement des cultures et des médias de masse et, d'autre part, par des valeurs véhiculées souvent considérées comme n'étant pas socialement ou politiquement correctes, voire subversives.
Leurs protagonistes tiennent souvent à rester dans l'ombre ; un certain élitisme se développe parfois, chacun voulant rester en compagnie d'autres personnes partageant les mêmes passions sans que ces dernières ne soient galvaudées par un effet de mode, dans le but, avoué, de conserver leur « identité culturelle ». Les mouvements les plus importants punk, techno, mods, skinhead, metal, gothique, rap underground, etc.adoptent des codes propres et, ainsi, très paradoxalement, tendent à s'uniformiser.
Sujet à de nombreux stéréotypes et poncifs sensationnalistes, ces mouvements culturels peinent parfois à exister, à long terme, au sein d'une société qui accepte difficilement, et parfois même réprime, cet anticonformisme ; d'où cette connotation de révolte et d'insoumission au terme : une résistance face au monopole de la culture uniforme.
Les idéaux et principes d'un mouvement underground sont souvent exprimés artistiquement : musique, peinture, littérature, cinéma, performances… et diffusés par le biais de médias spécifiques : fanzines, presse underground, radios libres et, depuis la création d’internet : sites web, forums, etc.

## Historique

### En France
Certes, les thèses de Greil Marcus seraient d'un grand secours pour établir une histoire contemporaine de l'underground, c'est-à-dire depuis le début du XIXe siècle.
Dans l'ouvrage L'Étoile des Juifs, de Serge Klarsfeld, l'auteur fait état des PV d'arrestations de français non soumis à l'obligation de porter l'étoile jaune, mais qui l'ont fait, pour certains, jusqu'au péril. Sur les insignes sérieux ou fantaisistes qu'épinglaient ces personnes, des mentions comme « Auvergnat » ou « Zazou » (suivi d'un numéro). D'autre part, dans un discours du chef de la milice, visible dans le documentaire Le Chagrin et la Pitié, le terme « Zazou » est employé pour qualifier cette « pauvre France » réfractaire à l'ordre nouveau. En 1962, à la question portant sur l'avenir de l'art et son évolution mercantile plutôt que spirituelle : « What will happen to serious artists who hope to retain these qualities in their work (soit, en français : Qu'arrivera-t-il aux artistes sérieux qui souhaitent conserver ces qualités dans leur travail) » le peintre Marcel Duchamp répond « They will go underground (soit, en français : Ils seront underground) ».
L'usage courant du terme, en France, son utilisation systématique (parfois à des fins publicitaires) est attribuable, si ce n'est à Jean-François Bizot lui-même, du moins à une nébuleuse où les organes de presse qu'il a créés : Actuel, Radio Nova, Nova Mag ont eu une part active. Il faut adjoindre à ceux-ci des publications comme Charlie Mensuel ou Fluide glacial.
La diffusion de bande dessinée (fanzine) ne doit pas pour autant occulter d'autres vecteurs culturels comme la musique, à travers les labels Saravah ou BYG Records. Simplement, comme l'illustre une revue comme Antirouille (numéro consulté datant de 1978), tout un réseau de publications associatives nourrissait une scène contre-médiatique qualifiable de souterraine jusqu'à la libéralisation des ondes.